# Shadow Tower Abyss
 (janvier 2016).
Si vous disposez d'ouvrages ou d'articles de référence ou si vous connaissez des sites web de qualité traitant du thème abordé ici, merci de compléter l'article en donnant les références utiles à sa vérifiabilité et en les liant à la section « Notes et références ».
Shadow Tower Abyss (シャドウタワーアビス) est un jeu vidéo de rôle de dark fantasy développé et édité par From Software au Japon pour la PlayStation 2. Le jeu est la suite de Shadow Tower et dispose d'un certain nombre d'éléments de genre et mécaniques qui peuvent également être trouvés dans la série Demon's Souls et King's Field. Shadow Tower Abyss a été annoncé le 22 août 2001 et publié le 23 octobre 2003. Une version anglaise a été développée par Agetec, mais le projet a été annulé par Sony Computer Entertainment America (SCEA), son éditeur, avant la fin. Une traduction a été réalisée par des fans en 2011.

## Développement
Deux ans après la sortie de son prédécesseur, From Software a annoncé Shadow Tower Abyss en 2001 et a dévoilé le site Web du jeu le 13 décembre 2002. Une version de démonstration, présentée au Tokyo Game Show du 26 au 28 septembre 2003, a suggéré que le développement était presque fini.